# Mitra (škofovska kapa)
Mitra (grško μίτρα lat. mitra), je visoko, dvorogljato obredno pokrivalo, ki ga nosi papež, nosijo ga škofje in nekateri opati pri bogoslužju , kot znamenje svoje službe in oblasti.

## Etimologija in izvor
Grška beseda mitra je sprva pomenila naglavni prevez perzijskih vladarjev in svečenikov, pa tudi pokrivalo judovskih velikih duhovnikov.

## Opis in simbolika
Mitra je prvotno imela oblika stožca. Ko so vrh stožca potlačili, sta nastala dva roglja, ki po eni od simboličnih razlag predstavljata dva snopa svetlobe iz Mojzesovega čela, ko je od na gori Sinaj od boga sprejemal tabli božjih zapovedi. Na zadnji strani mitre sta dva trakova, ki padata prosto preko ramen. V toku stoletij se je škofovsko pokrivalo spreminjalo do današnje oblike.

## Mitra v bogoslužju in liturgiji
V bogoslužnih molitvah se mitra imenuje »čelada zveličanja«, v dveh rogljih pa so videli simbol stare in nove zaveze.  Liturgično pokrivalo za škofe je mitra od 12. stoletja, kasneje je bila njena uporaba dovoljena tudi nekaterim nižjim cerkvenim dostojanstvenikom, npr. (arhidiakonom, opatom, kanonikom). 
V Rimskokatoliški cerkvi se uporabljajo tri vrste mitre za različne priložnosti:

### Različiceː
- mitra simplex [preprosta], (ime se nanaša na uporabljeni material), je izdelana iz belega grobo tankega bombaža ali svile, ter se jo uporablja največkrat na pogrebih in na Veliki petek. Prav tako jo uporabljajo škofje in drugi cerkveni dostojanstveniki pri somaševanju. Kardinali v prisotnosti papeža nosijo preproste mitre iz belega damasta.
- mitra pretiosa [dragocena] je okrašena z dragimi kamni in zlatom in jo uporablja ob nedeljah in večjih praznikih. Na tej vrsti mitre so danes dragi kamni le poredkoma.
- mitra auriphrygiata [pozlačena] je izdelana iz zlata ali sešita iz tkanine, stkane iz zlate in/ali srebrne nitke. Danes jo najpogosteje uporabljajo škofje pri podelitvi zakramentov.